# 森伸
森 伸（もり しん、1月19日 - ）は、日本の男性俳優、声優。勝田声優学院出身。以前は劇団ムーンライト、オフィス野沢に所属していた。京都府出身。身長172cm。血液型はA型。

## 出演

### テレビアニメ
2005年
- MAJOR 2nd season（2005年 - 2006年、庄司、市原、的場、塚本、山口 他） - 2シリーズ

2006年
- きらりん☆レボリューション（2006年-2007年、社員・白丸、ヘタレペー助、田中一郎、AD、記者、店員、生徒 他）

2007年
- Devil May Cry（部下C、チンピラB）

2008年
- Mnemosyne-ムネモシュネの娘たち-（男）

2009年
- うちの3姉妹（男性キャスター）
- こばと。（宮田、役員）
- はじめの一歩 New Challenger（記者、司会者）

### ゲーム
- ゼロの使い魔 夢魔が紡ぐ夜風の幻想曲（2007年）
- 鋼の錬金術師 FULLMETAL ALCHEMIST -黄昏の少女-（2009年）

### ドラマCD
- 鋼の錬金術師 FULLMETAL ALCHEMIST 「ロイの休日」（2009年）

### パチスロ
- パチスロ うる星やつら2（因幡）

### 舞台
2005年
- ノスタルジック・カフェ（神田雄太朗）

2006年
- うちのナース達（大野）
- 煙が目にしみる（牧慎一朗）
- もやしの唄（泉一彦）